# Federazione pallavolistica della Bielorussia
La Federazione bielorussa di pallavolo (blr. Bielorusskaia Volejbola Federatsija, BVF) è un'organizzazione fondata  per governare la pratica della pallavolo in Bielorussia.
Organizza il campionato maschile e femminile, e pone sotto la propria egida la nazionale maschile e femminile.
Ha aderito alla FIVB nel 1991.